# Bee (Nebraska)
Bee – wieś w Stanach Zjednoczonych, w stanie Nebraska, w hrabstwie Seward.